# 友田吉泰
友田 吉泰（ともだ よしやす、1964年（昭和39年）3月8日 - ）は、日本の政治家。長崎県松浦市長（2期）。

## 来歴
佐賀県小城市出身。1986年3月九州共立大学工学部機械工学科卒業。1999年（平成11年）、松浦市議会議員（旧市）に初当選した。4期目途中の2011年（平成23年）に長崎県議会議員選挙に無所属で立候補。1人区である松浦市選挙区において現職の自民党議員を破り、初当選。2015年（平成27年）、再選。一人会派「前進・邁進の会」を作った。
2017年（平成29年）11月、任期満了に伴う松浦市長選挙に関し、現職の友広郁洋が不出馬を表明。同年11月13日、友田は市長選へ立候補する意向を表明した。
2018年（平成30年）1月14日告示、同月21日投開票の市長選挙に無投票で初当選を果たした。2月5日、市長就任。
2022年（令和4年）1月23日告示、30日投開票の市長選挙に無投票で再選。